# Parada de Campo de Golf (TRAM Alicante)
Campo de Golf es una parada del TRAM Metropolitano de Alicante donde presta servicio la línea 3. Está situada en el barrio de Playa de San Juan.

## Localización y características
Se encuentra ubicada en la calle Fotógrafo Francisco Cano, en la zona residencial del campo de golf, cerca de la avenida Locutor Vicente Hipólito (Vía Parque) y la avenida de las Naciones. También, está próxima al centro de ocio y a la parada de Instituto de las líneas  4 y 5. Dispone de dos andenes y dos vías.

## Líneas y conexiones
| << Cabecera | < Estación | Línea | Estación >   | Cabecera >> |
| ----------- | ---------- | ----- | ------------ | ----------- |
| Luceros     | Condomina  |       | Costa Blanca | Campello    |

Enlace con la línea de bus urbano TAM (Masatusa): Línea 22, Av. Óscar Esplá-Cabo de la Huerta-Playa San Juan, y con la línea de bus interurbano TAM (Alcoyana): Línea 38, Playa San Juan-Hospital de Sant Joan-Universidad.